# Sentinel-2A
Sentinel-2A é um satélite europeu lançado em 2015. É o primeiro satélite Sentinel-2 lançado como parte do Programa Copernicus da Agência Espacial Européia. O satélite carrega um gerador de imagens multiespectral de alta resolução com 13 bandas espectrais. Ele realizará observações para apoiar serviços como monitoramento florestal, detecção de mudanças na cobertura da terra e gestão de desastres naturais.